# Hyllus diardi
Hyllus diardi là một loài nhện trong họ Salticidae.
Loài này thuộc chi Hyllus. Hyllus diardi được Charles Athanase Walckenaer miêu tả năm 1837.